# Schlossbergtunnel (Kapfenberg)
Der Tunnel Schlossberg führt unter dem Schlossberg von Kapfenberg (Steiermark) hindurch und dient der Umfahrung der Altstadt.

## Geschichte
Der Schlossbergtunnel wurde 1957 fertiggestellt. 2009 wurde er umfangreich saniert.

## Beschreibung
Der Tunnel besitzt eine Röhre mit zwei Richtungsfahrbahnen. Der Tunnel ist maximal 7,5 Meter breit und 5,2 Meter hoch und 322 Meter lang. Durch den Tunnel führt die B116.